# SN 2005iw
SN 2005iw – supernowa typu Ia odkryta 20 października 2005 roku w galaktyce A222917-0005. W momencie odkrycia miała maksymalną jasność 22,40m.